# Lilla Tjärby
Lilla Tjärby è un'area urbana della Svezia situata nel comune di Laholm, contea di Halland. La popolazione rilevata nel censimento 2010 era di 914 abitanti.